# بيرسي هاغتون
بيرسي هاغتون (بالإنجليزية: Percy Haughton)‏ هو لاعب كرة قاعدة أمريكي، ولد في 11 يوليو 1876 في جزيرة ستاتن في الولايات المتحدة، وتوفي في 27 أكتوبر 1924.

## وصلات خارجية
- بيرسي هاغتون على موقع الموسوعة البريطانية (الإنجليزية)